# Boltjärn
Boltjärn är en by i Borgsjö distrikt (Borgsjö socken) i Ånge kommun, Västernorrlands län (Medelpad). 
Byn ligger vid riksväg 83, mellan Ånge och Hallsta.
1990 avgränsade SCB en småort för bebyggelsen i området. År 2000 hade folkmängden minskat och småorten upplöstes. Vid 2020 års avgränsning klassades den åter som småort.